# Campeonato Mundial de Clubes de Hockey Patines
El Campeonato del Mundo de hockey patines masculino es una competición internacional de hockey patines en la que se enfrentan clubes de diferentes continentes en una sede fijada.
Desde el año 2018 la disputan los dos primeros de cada copa continental de clubes del año en curso.
Se inició el año 2006 en Luanda, Angola, y recupera el formato de las 2 primeras ediciones de la Copa Intercontinental, una liguilla entre 12 equipos de África, América y Europa. La segunda edición de esta competición se disputó el 2008 en España en la ciudad de Reus, con victoria para el cuadro local.

## Historial
| Edición | Temporada | Sede            | Campeón        | Subcampeón    |
| ------- | --------- | --------------- | -------------- | ------------- |
| I       | 2006      | Luanda (Angola) | Hockey Bassano | Reus Deportiu |
| II      | 2008      | Reus (España)   | Reus Deportiu  | FC Barcelona  |

## Palmarés
| Equipo         | Campeonatos ganados |
| -------------- | ------------------- |
| Hockey Bassano | 1 (2006)            |
| Reus Deportiu  | 1 (2008)            |
| Total          | 2                   |